# Kloster Marienburg (Ofteringen)

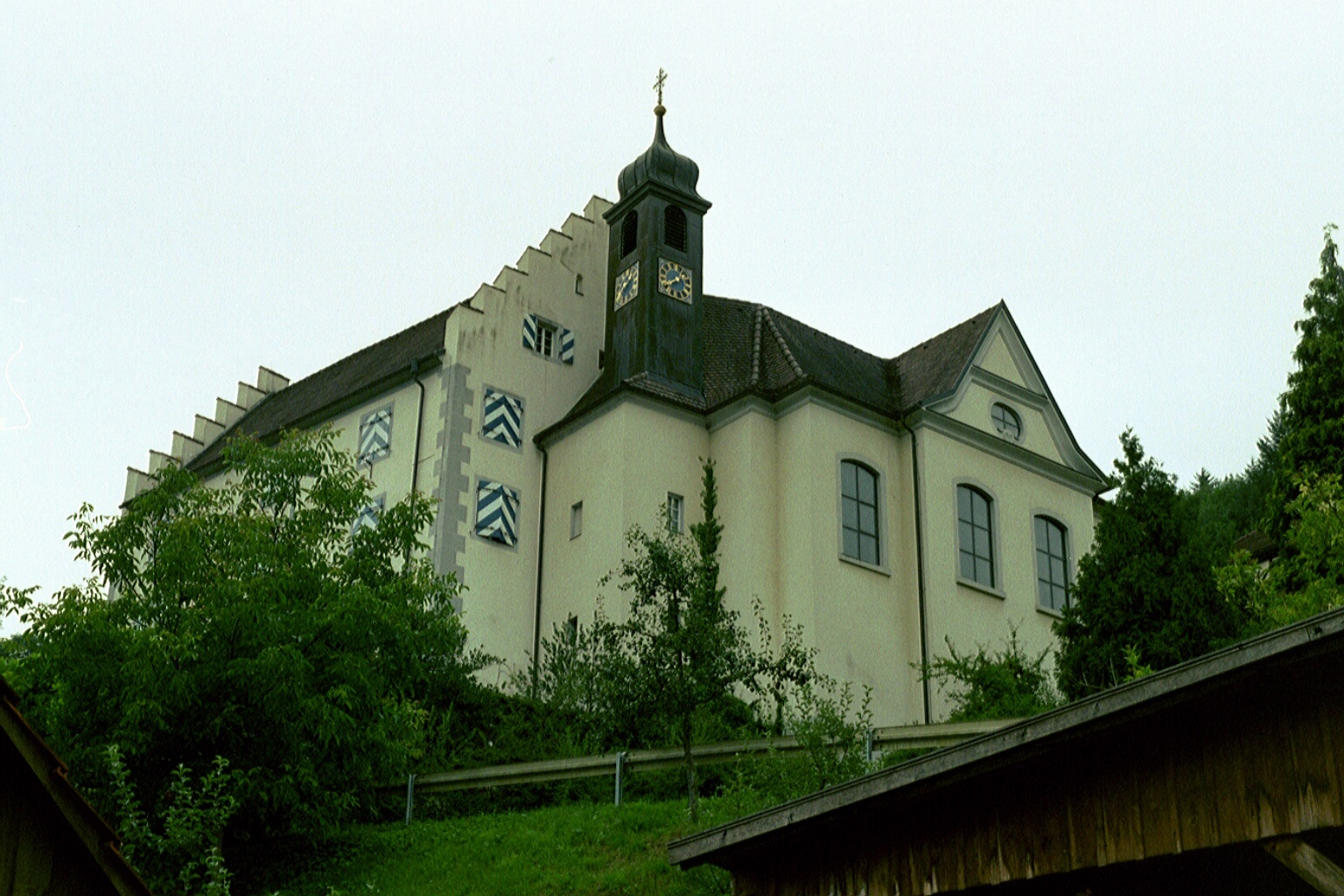
Das Kloster oberhalb der Ortschaft Ofteringen

Das Kloster Marienburg ist ein Benediktinerinnenkloster im Wutöschinger Ortsteil Ofteringen im Erzbistum Freiburg, im Landkreis Waldshut. Ein gleichnamiges Kloster der Franziskanerinnen von der Kongregation der Schwestern von der Schmerzhaften Mutter besteht im bayerischen Abenberg.

## Geschichte
Das Kloster Marienburg in Ofteringen ist der ehemalige Stammsitz der Edlen von Ofteringen. Nach dem Aussterben der Familie kam das „Schloss von Ofteringen“ an die Abtei Rheinau (im Kanton Zürich). Nach der Auflösung des Klosters Rheinau am 3. März 1862 im Zuge der Säkularisation wurden alle Felder, Wiesen und Wälder, die einst dem Kloster Rheinau gehörten und bereits 1861 an die Herren Johann Hallauer und Joseph Ofteringer verkauft worden waren, versteigert.
1862 wurde es von den vier Schwestern Sabina Schneider (Josepha Meinrada Schneider), Scholastika Weiß, Benedikta Reck und Walburga Stoll gepachtet und als Kloster im Auftrag des Freiburger Erzbischofs Hermann von Vicari gegründet. Dadurch gehörte das Kloster zur Schweizerischen Benediktinerinnenföderation.
Die Zeit war für die Gründung eines Klosters denkbar ungünstig, denn im Rahmen der industriellen Revolution verloren die geistlichen Werte immer mehr an Bedeutung. Das Kloster kaufte schließlich das Schloss samt Kapelle für 7500 Gulden und für 7300 Gulden die Wiesen und Äcker. Abgesehen von fehlenden Geldmitteln gab es auch Schwierigkeiten bei der Gestaltung des Klosterlebens, der Bearbeitung von Feldbesitz und der Obstplantagen sowie mit der Gründung eines Chors. Seit dem Vorabend des Fronleichnamsfestes 1862 zelebrierten die Benediktinerinnen die „Ewige Anbetung“ vor dem in der Monstranz ausgesetzten Allerheiligsten Altarsakrament. Den Aussetzungsthron über dem Tabernakel als Herzstück der Altaranlage hat die Werkstätte Gebrüder Moroder 1912 geschaffen. Nachdem die erste Oberin Josepha Mäder 1867 verstorben war, wurde Josepha Meinrada Schneider einstimmig zur neuen Oberin gewählt.
1870 wurde die Große Schüer (heute Klosterschüer) für 1500 Gulden gekauft. 1891 starb die Oberin Josepha Meinrada Schneider im Alter von 60 Jahren. Sie wurde zuerst in Degernau beerdigt und 1949 zu dem großen Kreuz im Klosterfriedhof überführt.
1933 war die OPHAS Vertriebsgesellschaft gegründet worden. An Heilmitteln wurden u. a. Haimakainizon und die Salbe Myrisma nach Josef Häusle hergestellt. Auch heute werden noch Naturheilmittel nach Klosterrezepten vertrieben. Neben Garten- und Landwirtschaft gibt es auch eine Imkerei und Weinbau. Die Ökonomie ist heute verpachtet.
1953 wurden die neuen Glocken geweiht, in den Jahren 1989 bis 1991 die Gebäude renoviert.

## Gebäude

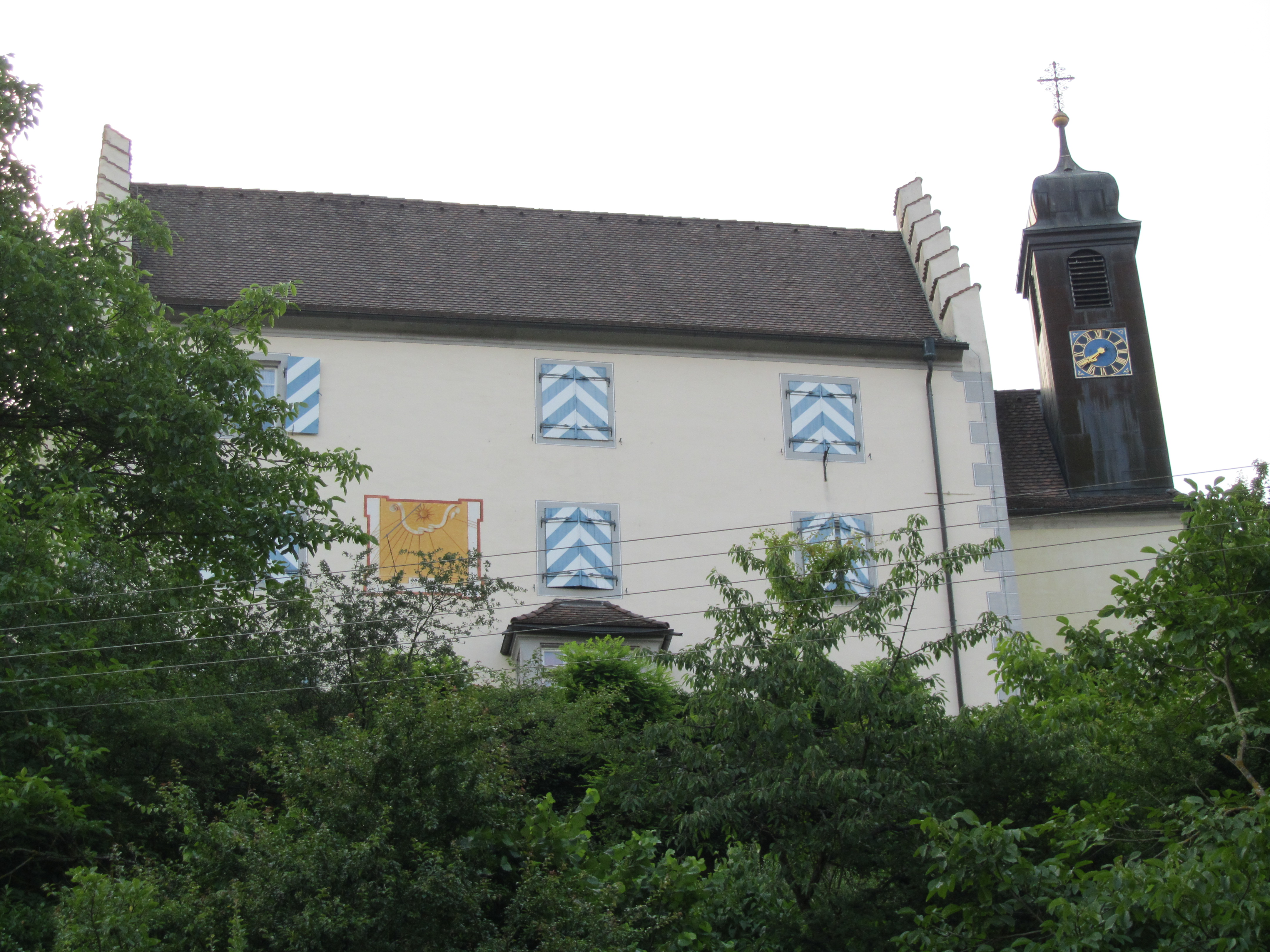
Der alte Schlossbau des Klosters Oftringen im Wutachtal, einst Sitz der Herren von Ofteringen

### Altes Schloss
Das Schloss Ofteringen bildet das Kerngebäude des Klosters. Seine Erbauungszeit ist nicht völlig gesichert. Zuerst genannt wurde es 1240. Von den Rittern von Ofteringen kam es auf dem Erbweg mit allen Rechten und Besitzungen an das Kloster Rheinau. Die Schlosskapelle, die der Junker Karl von Ofteringen einst errichten ließ, war in der Zeit des Übergangs an das Kloster Rheinau baufällig geworden, Abt Benedikt Ledergerber (Abt von 1735 bis 1744) ließ diese niederlegen und ließ statt ihrer vom Architekten Johann Michael Beer von Bildstein die heutige Kapelle im frühen Barock Stil errichten. Die Stuckaturen erschuf der Überlinger Hans Georg Leiner, die Malereien der aus Wangen gebürtige, und der Memminger Malerfamilie Sichelbein zugehörige, Maler und Vergolder Judas Thaddäus Sichelbein. Seit der Gründung des Klosters Marienburg wird hier die ewige Anbetung zelebriert, zweistündlich lösen sich die Schwestern dabei ab.

### Große Schüer

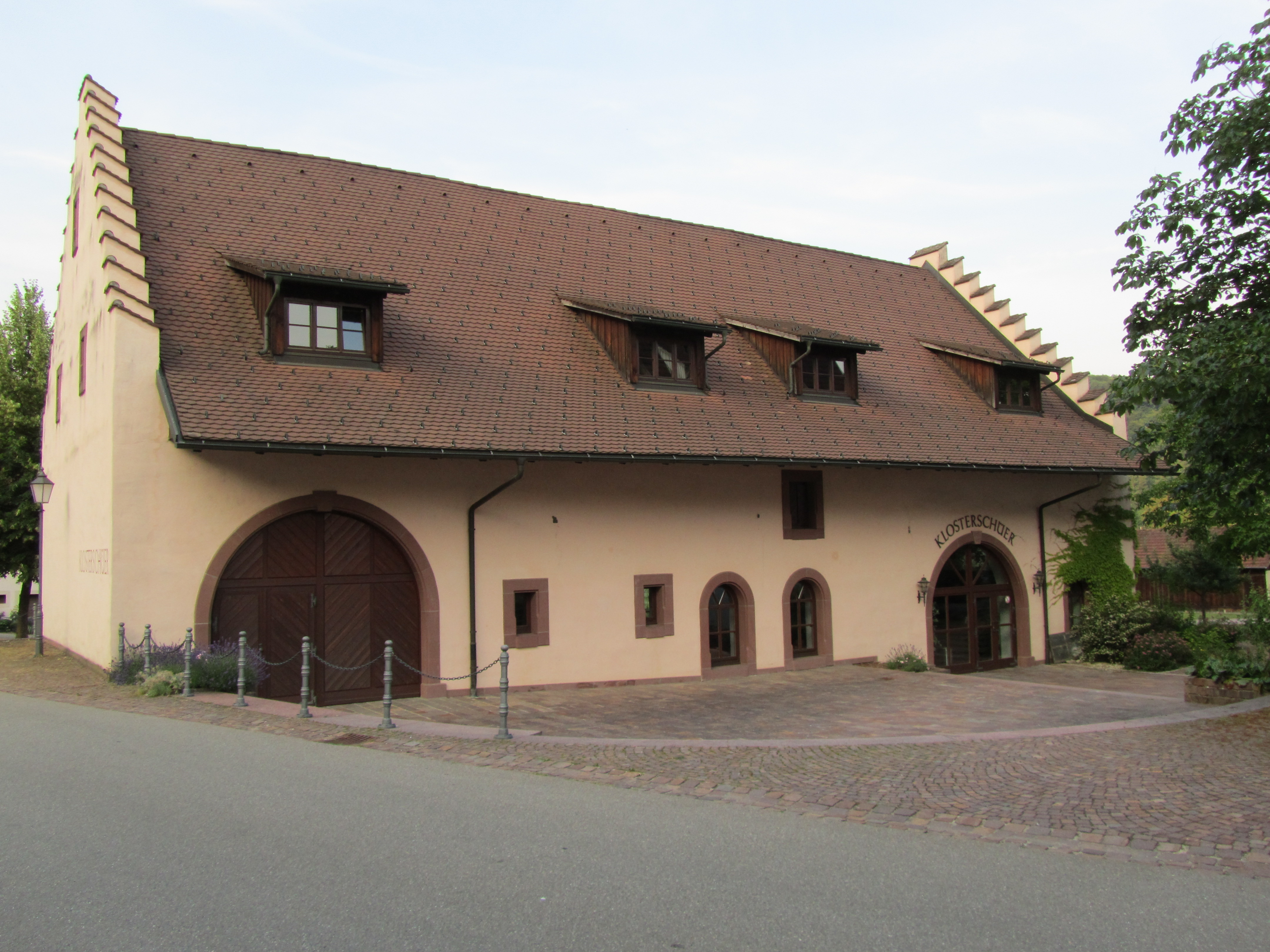
Klosterschüer nach der Renovation

Die große Schüer wurde 1713 durch Abt Gerold II. Zurlauben (Abt von 1697 bis 1735 des Klosters Rheinau) als Zehntscheuer erbaut. Um 1870 wurde sie vom jetzigen Kloster gekauft. Nachdem der landwirtschaftliche Bereich des Klosters an Bedeutung verloren hatte, verkaufte das Kloster die Schüer für 27 000 Mark an die damals noch selbstständige Gemeinde Ofteringen. Danach verfiel das Gebäude.
„Im Wutöschinger Gemeinderat wurde vier Jahre lang in vielen Sitzungen über das Schicksal der damals maroden Klosterschüer debattiert. Viele Räte plädierten angesichts des Bauzustandes für den Abriß, doch die Anhänger des Erhalts setzten sich letztendlich durch.“Im Zusammenhang mit der Dorfentwicklung Ofteringen wurde die Schüer saniert und im Januar 1989 ihrer neuen Bestimmung als Kulturzentrum übergeben. Gleichzeitig wurde der Kulturring Wutöschingen gebildet, der seitdem mit einem breit gefächerten und hochwertigen Veranstaltungsprogramm ein überregionales Publikum erreicht.

## Kloster heute
Das schön gelegene Kloster besteht heute immer noch, es wurde nicht wie viele andere aufgehoben. Problematisch ist die stetig geringer werdende Zahl der Nonnen. Bekannt sind die Parament-Stickarbeiten der Schwestern.
Um den Fortbestand des Klosters zu sichern, kamen 2009 Passionistinnen aus Warschau nach Ofteringen.

## Mutter bzw. Priorinnen des Klosters Marienburg
- Josepha Meinrada Schneider, 1831–1891
- Elisabeth Messmer, 1891–1926
- Scholastika Hasenfratz, 1926–1938
- Johanna Fies, 1938–1951
- Gabriela Rottler, 1951–1957
- Johanna Fies, 1957–1962
- M. Scholastika Weber
- Maria Ancilla Weber